# Haumont-près-Samogneux
Haumont-près-Samogneux é uma comuna francesa na região administrativa de Grande Leste, no departamento de Meuse. Estende-se por uma área de 10,81 km². Em 2010 a comuna tinha 0 habitantes (densidade: 0 hab./km²).